# Klaus Töpfer

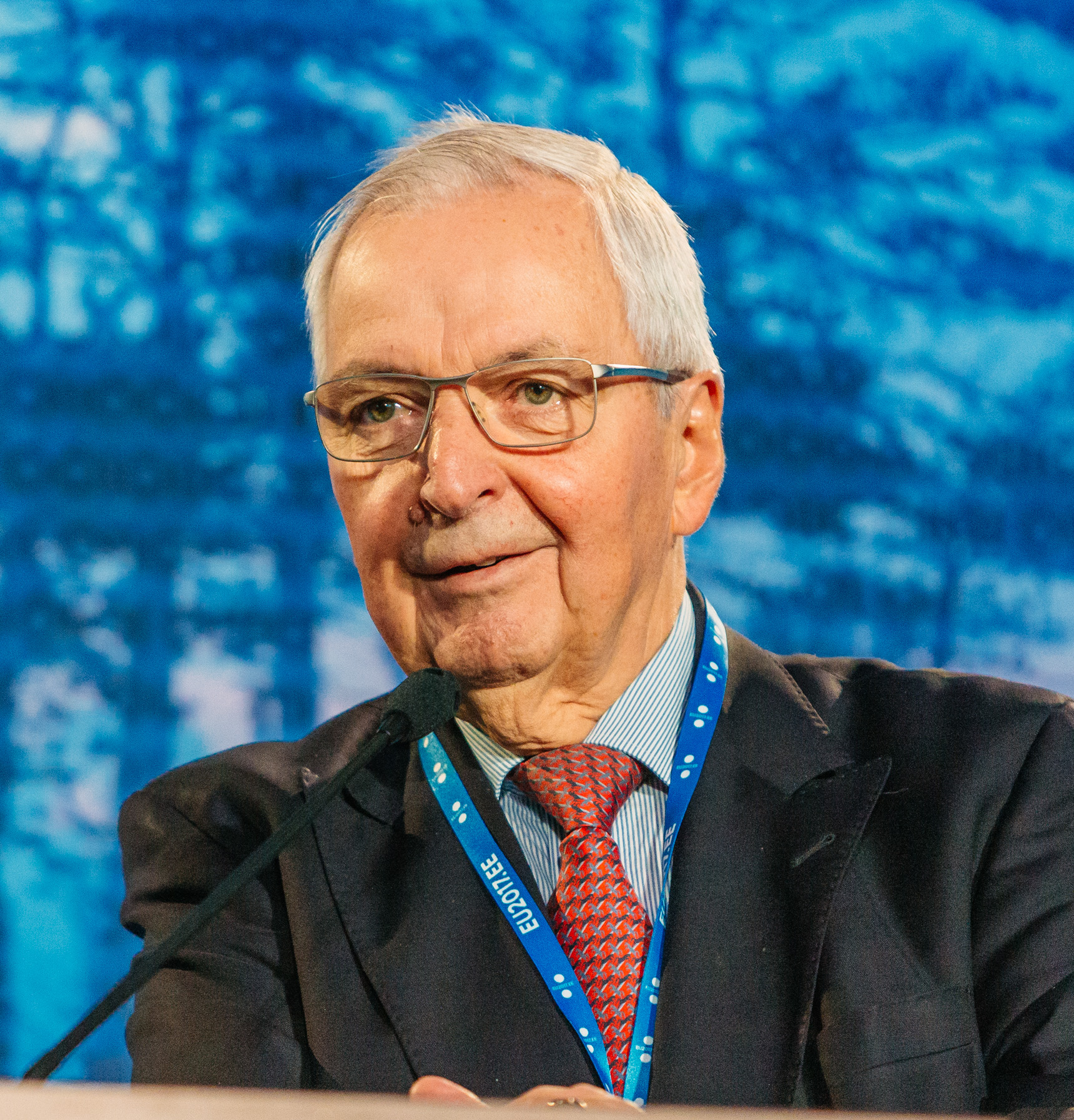
Klaus Töpfer (2017)

Klaus Wilhelm Töpfer (* 29. Juli 1938 in Waldenburg, Provinz Niederschlesien; † 8. Juni 2024 in München) war ein deutscher Politiker (CDU) und Exekutivdirektor des Umweltprogramms der Vereinten Nationen (UNEP). Er war unter anderem von 1987 bis 1994 Bundesminister für Umwelt, Naturschutz und Reaktorsicherheit in der Regierung von Helmut Kohl. Er war zudem als Hochschullehrer tätig.

## Ausbildung
Töpfer wurde 1938 in Niederschlesien geboren. Nach der Vertreibung der Familie 1945 und dem Schulbesuch in Höxter bestand Töpfer 1959 am dortigen König-Wilhelm-Gymnasium das Abitur. Danach leistete er bis 1960 seinen Wehrdienst in der Bundeswehr ab und wurde als Leutnant der Reserve entlassen.
Töpfer absolvierte ein Studium der Volkswirtschaftslehre in Mainz, Frankfurt am Main und Münster, das er 1964 als Diplom-Volkswirt beendete. Von 1965 bis 1971 war er als wissenschaftlicher Assistent am Zentralinstitut für Raumplanung an der Universität Münster tätig. 1968 erfolgte hier seine Promotion zum Dr. rer. pol. mit der Arbeit Regionalpolitik und Standortentscheidung.

## Beruf
Von 1971 bis 1979 war er Abteilungsleiter für Planung und Information in der Saarländischen Staatskanzlei. Er war Lehrbeauftragter an der Deutschen Hochschule für Verwaltungswissenschaften in Speyer und erstellte entwicklungspolitische Gutachten für Ägypten, Malawi, Brasilien und Jordanien. Von 1978 bis 1979 war er ordentlicher Professor und Direktor des Instituts für Raumforschung und Landesplanung an der Universität Hannover. Er lebte in dieser Zeit in Bad Münder.
Zudem war Töpfer von 1978 bis 1979 Mitglied im Rat der Sachverständigen für Umweltfragen sowie im Verwaltungsrat der Kreditanstalt für Wiederaufbau. Von 1985 bis 1986 lehrte er als Honorarprofessor an der Johannes Gutenberg-Universität Mainz. Im November 2005 ernannte ihn die Wirtschaftswissenschaftliche Fakultät der Eberhard Karls Universität Tübingen erneut zum Honorarprofessor. Ab 2. Mai 2007 war er auch Professor für Umwelt und nachhaltige Entwicklung an der Tongji-Universität in Shanghai. 

## Politik
Ab 1972 war Töpfer Mitglied der CDU. Von 1977 bis 1979 war er Kreisvorsitzender der CDU Saarbrücken. Er gehörte dem Landesvorstand der CDU Saar an. Von 1978 bis 1985 war er Staatssekretär im Ministerium für Soziales, Gesundheit und Umwelt des Landes Rheinland-Pfalz. Am 23. Mai 1985 wurde er zum Minister für Umwelt und Gesundheit des Landes Rheinland-Pfalz in der von Ministerpräsident Bernhard Vogel geleiteten Landesregierung ernannt.
Am 7. Mai 1987 erfolgte seine Ernennung zum Bundesminister für Umwelt, Naturschutz und Reaktorsicherheit in der von Helmut Kohl geführten Bundesregierung. Ein wichtiges Ereignis in dieser Zeit war die Konferenz der Vereinten Nationen über Umwelt und Entwicklung. Ende 1987 setzte er eine Änderung des Benzinbleigesetzes und das Verbot von bleihaltigem Normalbenzin durch. Im Mai 1988 sprang er in einer medienwirksamen Aktion im Neoprenanzug in den Rhein. Er wollte damit den Erfolg der Gewässerschutzmaßnahmen seit dem Großbrand von Schweizerhalle im November 1986 demonstrieren. Damals waren bei einem Werk des Sandoz-Konzerns 10.000 bis 15.000 Kubikmeter Löschwasser mit Chemikalien verseucht worden und in den Rhein gelangt. Das folgende Fischsterben hatte zu einem massiven Einsatz zur Sanierung des Flusses vom Schweizer Oberlauf bis zur Mündung geführt. Allerdings gab er zum 20. Geburtstag des Bundesumweltministeriums bekannt, dass der Grund eine verlorene Wette gegen seinen Wahlkreisgegenkandidaten von der SPD gewesen sei.
Töpfer war einer der Hauptverantwortlichen der Einführung des Gelben Sacks, mit dem vor allem Leichtverpackungen entsorgt werden sollen. Nach der Bundestagswahl 1994 erfolgte am 17. November 1994 seine Ernennung zum Bundesminister für Raumordnung, Bauwesen und Städtebau. Töpfer war von 1990 bis 1998 Mitglied des Deutschen Bundestages. Er war zuletzt (13. Wahlperiode 1994) über die Landesliste Saarland in den Deutschen Bundestag eingezogen.
Von 1987 bis 1989 war er Kreisvorsitzender der CDU Rhein-Hunsrück. Von 1989 bis 1998 war er Mitglied im CDU-Bundesvorstand und von 1992 bis 1998 auch im Präsidium der CDU. Von 1990 bis 1995 war er daneben Landesvorsitzender der CDU des Saarlandes. 1990 und 1994 trat er als Spitzenkandidat der saarländischen CDU an, unterlag jedoch beide Male Oskar Lafontaine. Für die Berlinwahl 2006 war er als Herausforderer von Klaus Wowereit im Gespräch, lehnte aber am 2. Januar 2006 in einem Zeitungsinterview die Übernahme der Spitzenkandidatur ab.

## Öffentliche Ämter ab 1998
Töpfer schied am 15. Januar 1998 aus der Bundesregierung aus, um sein Amt als Exekutivdirektor des Umweltprogramms der Vereinten Nationen (UNEP) in Nairobi anzutreten, in das er von der UNO-Generalversammlung am 3. Dezember 1997 einstimmig gewählt worden war. Seine zweite Amtszeit endete formal am 31. März 2006. Töpfer entschied sich, nicht für eine dritte Amtszeit zu kandidieren. Von 1998 bis 2006 war Töpfer außerdem Unter-Generalsekretär der Vereinten Nationen (VN) und Generaldirektor des Büros der Vereinten Nationen in Nairobi. Des Weiteren war er von 2001 bis 2010 Mitglied und zuletzt Stellvertretender Vorsitzender im Rat für Nachhaltige Entwicklung.
Ab 2006 war Töpfer Schirmherr des Lobbyvereins Deutsch-russisches Rohstoff-Forum. Dieser Verein wurde bis 2015 von Gazprom über seine früheren Töchter VNG AG und Gazprom Germania finanziert. Töpfer erhielt Geld dafür, aber nicht direkt, sondern als Berater der VNG AG. Nach dem Russischen Überfall auf die Ukraine 2022 wurden die Aktivitäten des Vereins im Februar 2022 eingefroren.
Ab 2007 war Töpfer Mitglied im Hochschulrat der Universität Paderborn. Von 2008 bis 20. November 2012 war er Vizepräsident der Welthungerhilfe. Von Februar 2009 bis September 2015 war er Direktor des neu gegründeten Institute for Advanced Sustainability Studies (IASS) in Potsdam. Ab 2009 war Töpfer Vorsitzender der Jury des Innovationspreises für Klima und Umwelt (IKU).
Im Januar 2011 übernahm Töpfer die Schirmherrschaft des Karl Kübel Preises, der im September in Frankfurt am Main durch die Karl Kübel Stiftung für Kind und Familie verliehen wird. Im März 2011 übernahm er den Vorsitz der Ethikkommission für eine sichere Energieversorgung der Bundesregierung. Die Ethikkommission wurde als Folge der Nuklearkatastrophe von Fukushima von der Bundesregierung eingesetzt. Er war Mitglied im Präsidium der Deutschen Gesellschaft für die Vereinten Nationen und Mitglied im Kuratorium der Deutschen Stiftung Weltbevölkerung (DSW).
Ab Mai 2014 war Töpfer, gemeinsam mit Dirk Messner, Vorsitzender des deutschen Teils des UN-Netzwerks Sustainable Development Solutions Network. 2018 wurde Töpfer zum Schlichter im Stromstreit zwischen Serbien und Kosovo ernannt. Er war einer der Schirmherren von atmosfair. Bis März 2020 war er einer der Vorsitzenden des Nationalen Begleitgremiums, das gemäß dem Standortauswahlgesetz in Deutschland die Suche nach einem Standort für Endlager für hochradioaktive Abfallstoffe begleitet.

## Privates
Klaus Töpfer war römisch-katholisch, ab 1968 verheiratet und Vater von drei Kindern. Seit seiner Rückkehr nach Deutschland 2006 lebte er erneut in Höxter. Er verstarb am 8. Juni 2024 in einer Münchener Klinik an den Folgen eines Oberschenkelhalsbruchs, den er sich im Vormonat bei einem Sturz in einem Hotel zugezogen hatte, im Alter von 85 Jahren. Beigesetzt wurde Töpfer am 22. Juni 2024 in seiner Heimatstadt Höxter.

## Ehrungen und Auszeichnungen
- 1986 Verdienstkreuz am Bande des Verdienstordens der Bundesrepublik Deutschland

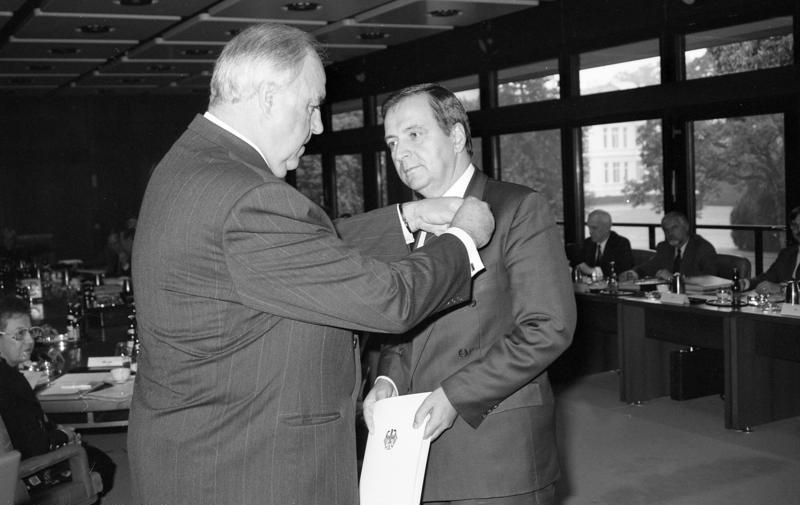
Helmut Kohl verleiht Klaus Töpfer 1990 das Große Bundesverdienstkreuz

- 1986 Verdienstkreuz 1. Klasse des Verdienstordens der Bundesrepublik Deutschland
- 1987 Leibniz-Medaille der Akademie der Wissenschaften und der Literatur Mainz
- 1989 Eselorden der Stadt Wesel
- 1990 Großes Verdienstkreuz des Verdienstordens der Bundesrepublik Deutschland
- Ehrenmitglied des KStV Ketteler Mainz im KV
- 1993 Goldene Blume von Rheydt, ältester Umweltschutzpreis Deutschlands
- 1997 Großes Verdienstkreuz mit Stern und Schulterband des Verdienstordens der Bundesrepublik Deutschland
- 1997 Ehrenprofessur der Tongji-Universität Shanghai
- 1998 Ehrendoktorwürde der Brandenburgischen Technischen Universität Cottbus
- 1998 Ernst-Reuter-Plakette
- 1999 EuroNatur-Preis der Umweltstiftung EuroNatur
- 2002 Deutscher Umweltpreis der Deutschen Bundesstiftung Umwelt (DBU)
- 2002 Ehrendoktorwürde der Freien Universität Berlin für seine Verdienste als Politiker und sein Engagement in der Umweltpolitik.
- 2002 Ehrendoktorwürde der Universität Duisburg-Essen für das Lebenswerk, vor allem aber seinen Einsatz für eine zugleich ökologisch befriedigende wie ökonomisch vertretbare und sozial ausgewogene Lösung der globalen Umweltprobleme und sein vorbehaltloses Eintreten für die Belange der Länder der Dritten Welt.[14]
- 2003 Ehrendoktorwürde der Gottfried Wilhelm Leibniz Universität Hannover
- 2003 Großer Binding-Preis für Natur- und Umweltschutz der liechtensteinischen Binding-Stiftung[15]
- 2004 Johannes Gutenberg-Stiftungsprofessur der Universität Mainz[16]
- 2004 Christopher Ernest Barthel Jr Award, IUAPPA[17]
- 2005 Ehrendoktorwürde der Eidgenössischen Technischen Hochschule Lausanne (EPFL)
- 2005 Honorarprofessur an der Eberhard Karls Universität Tübingen
- 2005 Theodor-Heuss-Preis
- 2005 Dag-Hammarskjöld-Ehrenmedaille der Deutschen Gesellschaft für die Vereinten Nationen, DGVN
- 2005 Goldenes Lot, Ehrung des Verbandes Deutscher Vermessungsingenieure
- 2006 Elisabeth-Mann-Borgese-Meerespreis, Ehrenpreis
- 2006 Alpenpreis, Engagement zum Schutz des Alpenraumes (Alpenkonvention)[18]
- 2007 Adam-Smith-Preis für marktwirtschaftliche Umweltpolitik[19]
- 2007 Ehrendoktorwürde der TU Bergakademie Freiberg
- 2007 Großes Silbernes Ehrenzeichen mit dem Stern für Verdienste um die Republik Österreich[20]
- 2008 Verleihung des Hermann-Ehlers-Preises (Hermann Ehlers Stiftung in Kiel)
- 2008 Verleihung der Reiner-Reineccius-Medaille
- 2008 Deutscher Nachhaltigkeitspreis für sein Lebenswerk
- 2009 „Dialogpreis für gute Taten“, Sonderpreis, Bistum Münster und die Bistumszeitung Kirche+Leben
- 2009 „Fahrradfreundlichste Persönlichkeit“, Deutscher Fahrradpreis best for bike[21]
- 2009 Toleranzpreis der Europäischen Akademie der Wissenschaften und Künste
- 2009 Ehrenbürger-Orden der Stadt Shanghai[22]
- 2010 Gastprofessur am Frank-Loeb-Instituts der Universität Koblenz-Landau
- 2011 Ehrendoktorwürde der Technischen Universität Kaiserslautern
- 2011 Peter-Wust-Preis zur Förderung der europäischen Kultur und europäischen Einigung (verliehen von der Katholischen Akademie Trier und Christlichen Erwachsenenbildung Merzig)[23]
- 2011 Ehrenbürger der Stadt Höxter[24]
- 2011 Urban Mining Award[25]
- 2012 Markgräfin-Wilhelmine-Preis der Stadt Bayreuth[26]
- 2012 Nachhaltigkeitspreis der Neumarkter Lammsbräu
- 2013 Gerd-Bliede-Preis (PCV) (Karnevals-Preis)[27]
- 2013 Umweltmedienpreis für sein Lebenswerk[28]
- 2014 Arthur-Burkhardt-Preis
- 2015 Deutscher CSR-Preis, (Corporate Social Responsibility (CSR) in Unternehmen, der Ludwig-Erhard-Stiftung, Laudatio Roland Tichy, Vorsitzender der Jury)[29]
- 2015 Verdienstorden des Landes Nordrhein-Westfalen
- 2017 Bayerischer Naturschutzpreis des Bund für Umwelt und Naturschutz Deutschland
- 2017 Lenné-Medaille der Lenné-Akademie für Gartenbau und Gartenkultur e. V.[30]
- 2018 Ehrendoktorwürde der Universität Potsdam[31]
- 2019 Staatspreis des Landes Nordrhein-Westfalen
- 2019 Millenniumspreis der Hilfsorganisation CARE Deutschland
- 2023 Goldener Ehren-Nachhaltigkeitspreis[32]

## Publikationen (Auswahl)
- mit Friederike Bauer: Arche in Aufruhr: was wir tun können, um die Erde zu retten. S. Fischer, Frankfurt am Main 2007, ISBN 978-3-10-003702-2.
- mit Ranga Yogeshwar: Unsere Zukunft: Ein Gespräch über die Welt nach Fukushima. Beck, München 2011, ISBN 978-3-406-62922-8.
- mit anderen: Charting pragmatic courses for global ocean governance. In: Marine Policy Band 49, 2014 S. 85–86. doi:10.1016/j.marpol.2013.12.004.
- mit anderen: Land and soil governance towards a transformational post-2015 Development Agenda: an overview. In: Current Opinion in Environmental Sustainability. Band 15. 2015. S. 57–65. doi:10.1016/j.cosust.2015.08.005.
- mit anderen: Keynes and the International Monetary System: Time for a Tabular Standard. In: European Journal of the History of Economic Thought. 2018. Band 25. S. 1–35. doi:10.1080/09672567.2017.1365093.
- mit anderen: Atmospheric Chemistry and Climate in the Anthropocene. In: S. Benner, G. Lax, P. J. Crutzen, U. Pöschl, J. Lelieveld, & H. G. Brauch (Eds.), Paul J. Crutzen and the Anthropocene: A New Epoch in Earth’s History. 2021. S. 175–191 Springer International Publishing.